# Mount Akutan
Mount Akutan (ook Akutan Peak genoemd) is een vulkaan die het westelijke deel van het eiland Akutan vormt in de Aleoeten eilandengroep (Alaska, VS). Het is een van de meest actieve vulkanen in de Aleoeten.

## Geologie
Akutan is een stratovulkaan met een cirkelvormige caldera, een grote krater die gevormd werd door het instorten van de top na een of meerdere erupties die ongeveer 5200 jaar geleden plaatsvonden. Deposities van deze activiteit kwamen terecht in de valleien ten noorden, zuiden en oosten van de vulkaan. De caldera van Akutan is ongeveer 2 kilometer in doorsnede en 60 tot 365 meter diep. De noordzijde, waar het water van de meren in de caldera wegloopt, is het laagste deel van de wand. Overblijfselen van een grotere caldera uit het Laat Pleistoceen liggen tot op een afstand van 1,5 kilometer ten zuidwesten van de top. Deze oude krater is nu gevuld met enige kleine gletsjers.
In het noordoosten van de jongste caldera bevindt zich een kegel van vulkanisch materiaal. Ten zuiden en noorden van de kegel liggen de overblijfselen van jonge lavastromen, die zich honderden meters uitstrekken naar het gat in de noordelijke wand. Sommige van deze stromen dateren van de eruptie in 1929. Ongeveer vier vierkante kilometer basalt van de eruptie in 1947 bedekken het middelste deel van de noordwestelijke regio van het eiland (bij Lava Point). De ondergrond bestaat op het gehele eiland uit een aslaag. Ten gevolge van aardverschuivingen en modderstromen heeft het vulkanische materiaal zich hoofdzakelijk opgehoopt in de valleien ten noorden en noordoosten van de caldera - de laag is tot zeven meter dik. Hier heeft de geologische activiteit van Akutan ook geleid tot het ontstaan van verschillende warmwaterbronnen. Metingen die onder andere in 1953 en 1990 verricht werden laten zien dat de pH van het water nagenoeg neutraal is en de temperatuur rond de 70 a 80 °C ligt. In de meren van de Akutan caldera werd in 1935 een pH van 5,0 en een temperatuur van 50 °C gemeten. De stoom die de fumarolen uitstoten had bij een meting in datzelfde jaar een gemiddelde temperatuur van 96 °C.
Mount Akutan barstte op 18 december 1992 voor het laatst uit, maar de laatste grote eruptie vond plaats in 1979. De geologische activiteit wordt nog steeds nauwlettend in de gaten gehouden. In maart 1996 waren er bijvoorbeeld nog tekenen van een naderende uitbarsting; de frequentie van aardbevingen nam sterk toe en het Alaska Volcano Observatory besloot de kleurencode (die het risico op een uitbarsting aangeeft) te verhogen naar rood. Later die maand werd de code weer verlaagd.